# Andonis Chadzirusos
Andonis Chadzirusos, gr.: Αντώνης Χατζηρούσος (ur. 20 lutego 1939 w Kormakitis) – cypryjski polityk, maronita. 26 maja 1996 r. został wybrany reprezentantem maronickiej grupy religijnej w cypryjskiej Izbie Reprezentantów. Zachował to stanowisko po wyborach parlamentarnych w latach: 2001, 2006 oraz 2011.